# 松浦芳子
松浦 芳子（まつうら よしこ、1948年（昭和23年）2月28日 - ）は、日本の政治家。元杉並区議会議員（4期）。日本文化チャンネル桜の創設に関わった。夫は楯の会初代学生長の持丸博。

## 略歴
東京都杉並区生まれ。東京家政学院短期大学卒業。慶應大学法学部通信教育課程に学ぶ。生長の家高校生連盟。三島由紀夫が主宰した楯の会の特別会員。楯の会の一期生で初代学生長だった持丸博と結婚。
日本文化チャンネル桜創設発起人。番組「ふるさとから日本へ!」の元キャスター。「草莽全国地方議員の会」会長、「日本会議首都圏地方議員懇談会」副会長、「はあもにい教育研究会」代表、「誇りある日本を作る会」会長、「皇室典範の拙速な改悪に反対する全国地方議員の会」事務局長、「人権擁護法案に反対する全国地方議員の会」代表、「日本とトルコの友好を支援する地方議員の会」事務局長、「集英社問題を考える地方議員の会」事務局長、「拉致問題を考える草莽全国地方議員の会」世話人代表、田母神俊雄後援元会長。「頑張れ日本!全国行動委員会」初代事務局長。

### 歴史認識問題について
「集英社問題を考える地方議員の会」においては、南京大虐殺や百人斬り競争を描写した本宮ひろ志の連載「国が燃える」に対して集英社に抗議活動を行なった。
慰安婦問題については、慰安婦の碑の設置に反対する「慰安婦像設置に抗議する全国地方議員の会」の代表を務める。2014年1月、会のメンバーとともに訪米。慰安婦像設置の採決を見送ったカリフォルニア州ブエナパーク市を表敬訪問した。また、慰安婦像が設置されている同州グレンデール市を訪れ、「事実ではない『性奴隷』という言葉を碑に刻み、慰安婦像として残すことは、将来に禍根を残す」という内容の抗議文を市の職員に手渡した。

## 政歴
- 2003年 - 杉並区議会議員選挙に無所属で出馬し、初当選[1]。
- 2007年 - 杉並区議会議員選挙で再選。自民党に入党。
- 2010年4月12日、杉並区長の山田宏が設立を目指す新党（日本創新党）に参加するため、自民党を離党することを表明[8][9]。同党は4月25日、松浦の合流を発表した[10]。ただし、日本創新党に合流後も、区議会においては自民党（系）議員の一部と統一会派（自由民主党杉並区議団・志民、略称は「自民」）を組んで活動していた[要出典]。
- 2011年 - 杉並区議会選挙で2707票を獲得し3選。2012年8月末の創新党解散後は、創新党公認で当選した佐々木浩とともに、2人会派の「創新」（略称共）で活動[要出典]。
- 2012年 - 日本維新の会結成に伴い山田・佐々木と共に入党。2014年に維新の会が分裂した際には山田らとともに次世代の党へ入党し、党東京都連女性局長になる[要出典]。
- 2015年 - 杉並区議会選挙で2539票を獲得し4選（「次世代の党」が2014年に改称した日本のこころを大切にする党推薦・無所属）。
- 2019年 - 杉並区議選に不出馬。息子の松浦威明（日本維新の会東京都支部政策委員）が自民党公認で出馬し当選[11]。

## 政策
- 選択的夫婦別姓制度導入に反対[12]。

## 著書
- 『母親だからできる 日本人としての子育て―日本人は日本人らしく』日新報道、2002年
- 『親子でつくる教育ぬりえ』絵：あべまりあ、2008年
- 『今よみがえる三島由紀夫――自決より四十年』（高木書房、2010年11月） ISBN 488471086X
  - 増訂版『自決より五十年――三島由紀夫と「楯の会」』（高木書房、2020年11月） ISBN 4884718194

## 家族
- 松浦博（持丸博） - 夫。
- 松浦威明 - 息子。三島由紀夫の本名の平岡公威の「威」の字が名前に付けられた[13]。日本維新の会東京都支部政策委員を務め[14]、母親の後継者として2019年の杉並区議会議員選挙に立候補し初当選するが、2023年の区議選で落選した。